# Lygodactylus wetzeli
Lygodactylus wetzeli là một loài thằn lằn trong họ Gekkonidae. Loài này được Smith, Martin & Swain mô tả khoa học đầu tiên năm 1977.